# Russische militaire begraafplaats in Dippoldiswalde
De Russische militaire begraafplaats in Dippoldiswalde is een militaire begraafplaats in Saksen, Duitsland. Op de begraafplaats liggen omgekomen Russische militairen uit de Tweede Wereldoorlog.

## Begraafplaats
Alle militairen kwamen aan het einde van de oorlog om het leven, tijdens de strijd om Duitsland. Op de begraafplaats rusten circa honderd militairen van het Rode Leger.